# Add N to (X)
Add N to (X) est un trio de musique électronique formé à Londres en 1994 et séparé en 2003. Le groupe fusionna musique rock, musique dance et manipulation d'engins analogues. Inspiré par Kraftwerk dans sa forme rétro-futuriste, le groupe est également influencé par Raymond Scott, Bruce Haack, The Stooges, Can ou encore des Throbbing Gristle à travers l'exploration sonore souvent bruitiste et les différentes rythmiques rock répétitives.
Le groupe était constitué de Ann Shenton, Steven Claydon et Barry Smith (alias Barry 7).

## Historique
Le groupe, à l'origine, est constitué d'Ann Shenton et de Barry Smith, anciennement DJ à Prague Radio, qui se rencontrent en 1993 et trouvent un intérêt commun pour les anciens engins électroniques et la musique électronique primitive. À ce propos, Barry Smith fera paraître en octobre 2001, la compilation Barry 7's Connectors réunissant plusieurs artistes de l'époque de la library music.
Andrew Aveling se greffe au duo d'origine pour compléter la formation qui livre l'album Vero Electronics sorti sur Blow-Up en janvier 1996 et suivi par une tournée. Aveling est ensuite remplacé par Steven Claydon, expert du thérémine, qui s'est greffé au groupe pour la tournée accompagné d'une section d'orgues, du batteur de Stereolab Andy Ramsey, et de Rob Hallam des High Llamas.
La séparation du groupe se produisit en 2003 alors qu'apparut sur le site officiel du groupe la mention suivante: « Add N to (X): Mission accomplie ».

## Discographie
Albums
- Vero Electronics (Janvier 1996)
- On the Wires of Our Nerves (Février 1998)
- Avant Hard (Avril 1999)
- Add Insult to Injury (Octobre 2000)
- Loud Like Nature (Octobre 2002)

Singles
| - The Black Regent (1997) - King Wasp (1997) - Demon Seed (1997) - Little Black Rocks in the Sun (1998) - Metal Fingers in My Body (1999) - Revenge of the Black Regent (1999) | - Live 1940" (1999) - Plug Me In (2000) (vidéoclip avec Layla Jade) - The Poke 'Er 'Ole (2001) - And Another Thing (2001) - Take Me To Your Leader (2002) |